# Mina Agossi

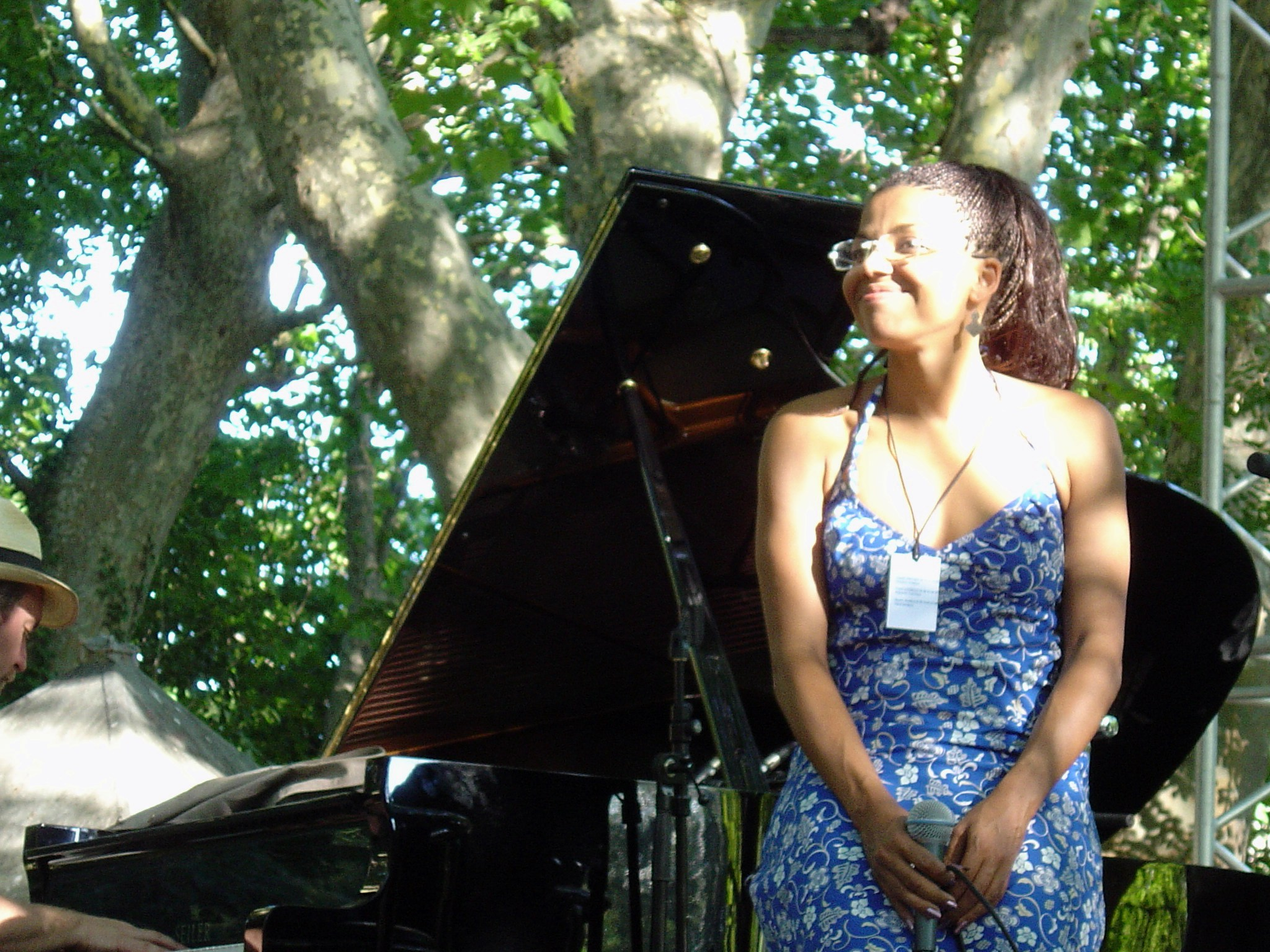
Mina Agossi beim Charlie Jazz Festival, Juli 2005

Mina Agossi (* 6. Januar 1972 in Besançon, Frankreich) ist eine französische Jazzsängerin und Songwriterin.

## Biografie
Agossi, deren Mutter aus Frankreich und Vater aus Bénin stammen, wurde zu Beginn ihrer Karriere von Archie Shepp protegiert. Sie lebte in ihrer Jugendzeit mit ihrer Mutter, einer Mathematikprofessorin, im Niger, in Marokko und an der Elfenbeinküste. Ihre Karriere begann sie zunächst als Theaterschauspielerin; 1993 sang sie in einer Swing- und New-Orleans-Jazz-Band, mit der sie durch Frankreich und Irland tourte. Schließlich verlagerte sie sich stilistisch auf Modern Jazz und nahm fortan unter eigenem Namen auf. Sie arbeitet seitdem in einer Triobesetzung aus Gesang, Kontrabass und Schlagzeug und verknüpft Jazz mit unterschiedlichen musikalischen Elementen wie Chanson und Rockmusik; so nahm sie neben Eigenkompositionen auch Coverversionen von Monks „Well You Needn’t“, Jimi Hendrix’ „Voodoo Chile“, Pink Floyds „Money“ oder des Beatles-Songs „And I Love Her“ auf. Nach Jahren in Spanien kehrte sie nach Frankreich zurück und zog 1993 nach Großbritannien, wo sie mit Vincent Guérin arbeitete.
Nach dem Album Bass & Voice wurde sie zunehmend in der französischen Jazzszene bekannt und trat auch in den Vereinigten Staaten auf. 2001 entstand in New York, unter dem Eindruck der Terroranschläge am 11. September 2001 das Livealbum EZ Pass to Brooklyn mit Alexander Hiele (Bass) und Bertrand Perrin (Schlagzeug), auf dem sie stilistisch Anleihen beim Hip-Hop und R&B machte. Seit ihrem Album Well You Needn't (2005), das sie für Candid einspielte, wird sie von Ichiro Onoe (Schlagzeug) und Eric Jacot (Bass) begleitet. 2007 trat sie beim Festival International de Jazz de Montréal auf, 2008 im New Yorker Blue Note. 2010 arbeitete sie mit dem Gitarristen und Komponisten Phil Reptil (Just Like a Lady) zusammen.
Der von Arte koproduzierte Musikdokumentarfilm Mina Agossi, une voix nomade (2007) von Jean-Henri Meunier zeigt Mina Agossi bei zwei internationalen Tourneen, auf denen sie auch das Heimatland ihres Vaters besucht.

## Auszeichnungen
2005 wurde Agossi für den ADAMI nominiert; 2006 für den Victoires du Jazz. Im Dezember 2010 wurde sie mit dem Ritter-Orden als Chevalier dans l’ordre national du Mérite ausgezeichnet.

## Diskographie
- 1995: Les pantalons gris (mit Gilles Blandin) (Lord’s Records)
- 1997: Voice and Bass (mit Vincent Guérin und Loïc Roignant)
- 2001: Alkemi (mit Philippe Combelle, Eigenproduktion)
- 2001: E.Z. Pass to Brooklyn (live) (Cristal Records)
- 2004: Carrousel (Cristal Records)
- 2005: Well You Needn’t (Candid)
- 2005: Zaboum!! (Candid)
- 2007: Who Wants Love? Live at Jazz Standard, New York City (Candid)
- 2008: Simple Things ? (Candid)
- 2010: Just Like a Lady (Naïve Records)
- 2011: Red Eyes (Naïve Records)
- 2014: Fresh (Mina Agossi)
- 2017: UrbAfrika (Mina Agossi)